# 阿曼叫姑魚
阿曼叫姑魚為輻鰭魚綱鱸形目鱸亞目石首魚科的其中一種，分布西印度洋的阿曼海域，棲息深度45-60公尺，體長可達15.8公分，棲息在沿海海域，可做為食用魚。